# The Woman in White (film 1929)
The Woman in White è un film muto del 1929 diretto da Herbert Wilcox. La storia è uno dei numerosi adattamenti cinematografici del romanzo epistolare di Wilkie Collins, pubblicato a Londra a puntate nel 1859-1860.

## Produzione
Prodotto dalla British & Dominions Film Corporation, il film venne girato in Scozia.

## Distribuzione
Distribuito nel Regno Unito dalla Woolf & Freedman Film Service (UK), il film uscì nelle sale USA distribuito dalla Sono Art-World Wide Pictures il 24 maggio 1929.